# Félix Ruiz
Félix Ruiz Gabarri (Olite, 14 luglio 1940 – Madrid, 11 febbraio 1993) è stato un calciatore spagnolo, di ruolo centrocampista. Campione europeo con la Nazionale spagnola nel 1964.

## Carriera

### Club
Nel 1970 viene ingaggiato dal Toluca: con il club di Santander gioca nella Tercera División 1970-1971 ottennendo il diciottesimo posto nel Gruppo I, retrocedendo così nella quarta serie iberica.

### Nazionale
Conta 4 presenze nella Nazionale spagnola, con una rete realizzata. Esordì il 10 dicembre 1961 in Francia-Spagna 1-1 e, durante la sua permanenza tra le Furie rosse vinse il Campionato Europeo del 1964. Giocò l'ultima gara il 1º gennaio 1963, Spagna-Belgio terminata 1-2.

## Palmarès

### Club

#### Competizioni nazionali
- Campionato spagnolo: 8

Real Madrid: 1960-1961, 1961-1962, 1962-1963, 1963-1964, 1964-1965, 1966-1967, 1967-1968, 1968-1969
- Coppa di Spagna: 1

Real Madrid: 1961-1962

#### Competizioni internazionali
- Coppa dei Campioni: 1

Real Madrid: 1965-1966

### Nazionale
- Campionato d'Europa: 1

Spagna 1964